# Viktor Sukhodrev
Viktor Sukhodrev, né le 12 décembre 1932 à Kaunas en Lituanie et mort le 16 mai 2014 à Moscou, est un traducteur russe. Il a travaillé auprès des principaux dirigeants de l'Union soviétique comme Nikita Khrouchtchev, Léonid Brejnev, Mikhaïl Gorbatchev ou Alexis Kossyguine.

## Biographie

### Jeunesse et éducation

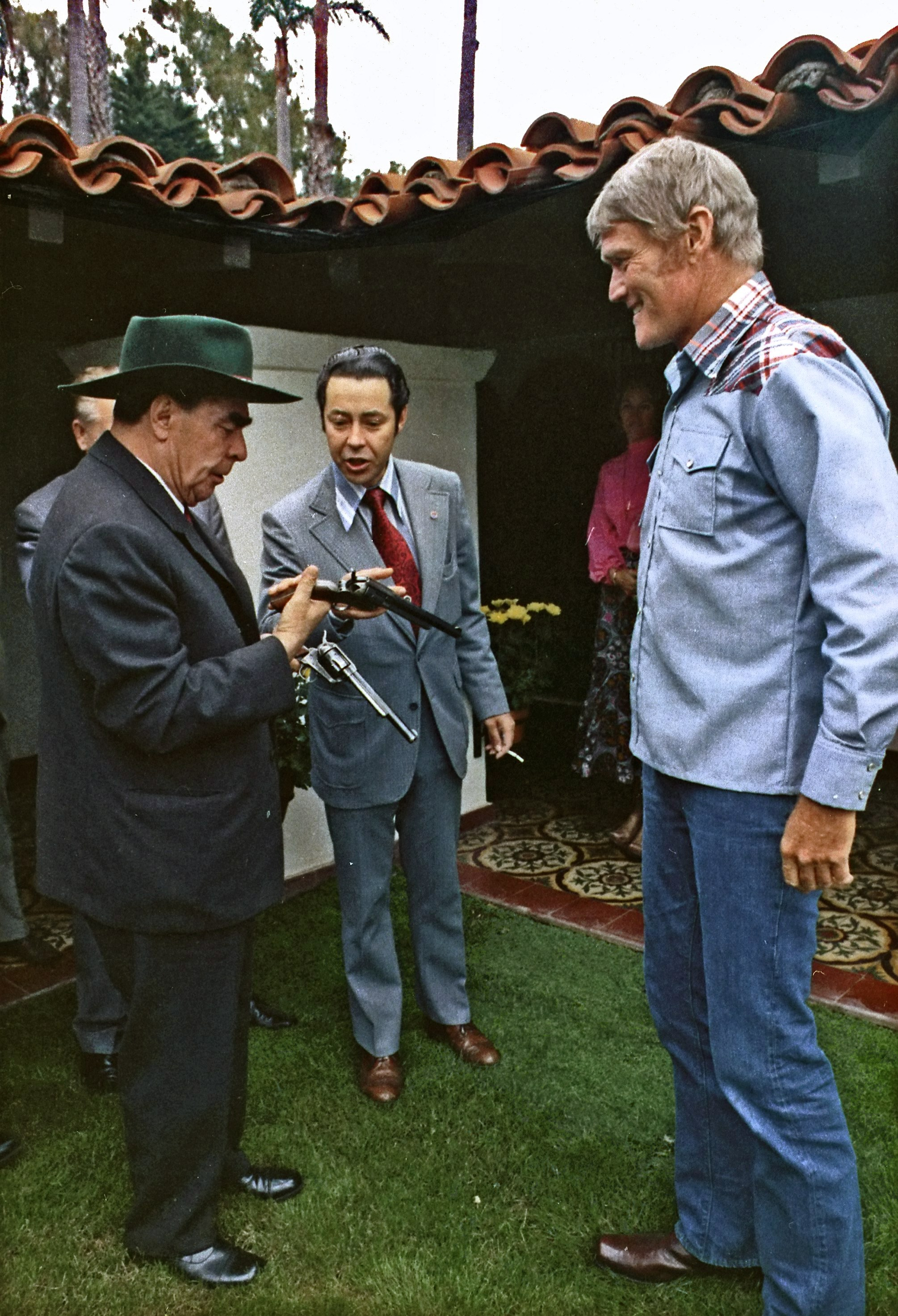
Léonid Brejnev (à gauche) et Victor Sukhodrev en compagnie de l'acteur américain Chuck Connors en Californie durant la visite de Brejnev aux États-Unis, en juin 1973.

Sukhodrev est le fils d'un officier du renseignement soviétique installé aux États-Unis. Durant la Seconde Guerre mondiale, il vit pendant six ans à Londres avec sa mère, employée à la mission commerciale soviétique. Il étudie dès l'âge de 8 ans à l'École de l'ambassade soviétique à Londres. De retour à Moscou quatre ans plus tard, il est diplômé de l'Institut militaire des langues étrangères.

### Carrière professionnelle

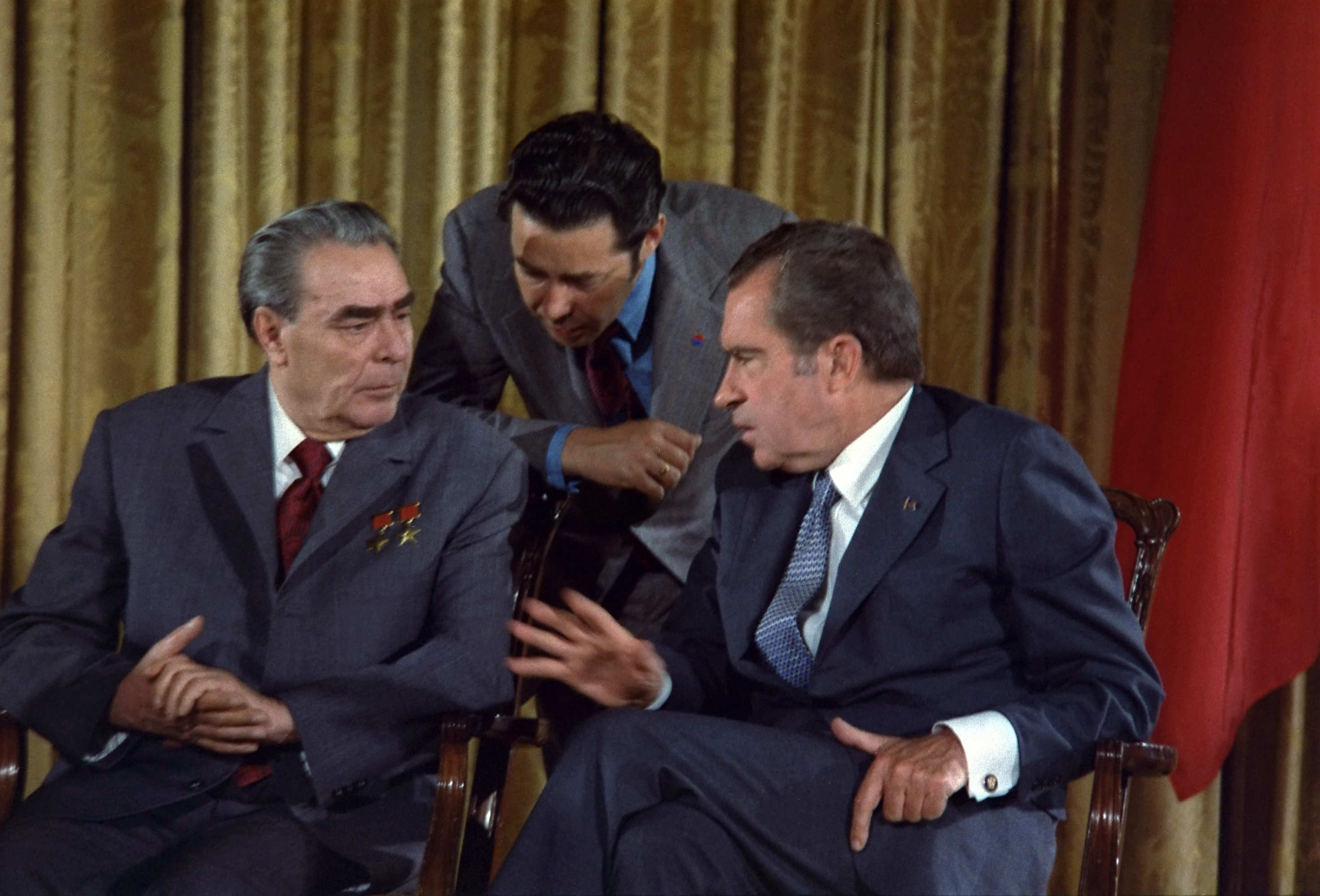
Sukhodrev (au centre) traduisant une conversation entre le dirigeant soviétique Léonid Brejnev et le président américain Richard Nixon en 1973.

En 1956, Sukhodrev fait ses débuts au bureau de traduction du ministère des Affaires étrangères soviétique. C'est lui qui traduit entre autres la célèbre phrase de Nikita Khrouchtchev « Nous vous enterrerons ». Dans les années 1980, il est nommé directeur adjoint du département américain et canadien au sein du même ministère. Ses mémoires, Yazyk moy — drug moy (Ma langue est mon amie), ont été publiés en 1999.
Tout au long de sa carrière longue de presque trente ans, Sukhodrev participe à nombre de sommets internationaux et de rencontres entre chefs d'État. Le président américain Richard Nixon décrit Sukhodrev comme « un magnifique linguiste qui parlait aussi bien l'anglais que le russe » tandis qu'Henry Kissinger le qualifie d'« imperturbable » et de « brillant ». Selon un article de 2005 du journal International Herald Tribune, « Sukhodrev était présent sans être présent, se dépouillant de son ego pour se glisser dans la peau de l'homme qui s'exprimait, afin de capter ses sentiments et de restituer ses mots ». 
Les responsables soviétiques et américains le considèrent comme le meilleur interprète anglo-russe au monde et il est parfois le seul traducteur autorisé lors des réunions bilatérales. Sa compréhension des expressions idiomatiques en anglais est excellente et il a une très bonne connaissance des nuances de signification dans les différentes parties du monde anglophone. Sa mémoire est également prodigieuse : lors des discussions au sommet d'Helsinki en 1975, il n'a ainsi besoin que de quelques notes pour traduire à la perfection un discours de 20 minutes. En 2012, Sukhodrev reçoit le prix national russe du « Traducteur de l'année ».

### Vie privée
Sukhodrev fut marié deux fois, d'abord à l'actrice Inna Kmit puis à Inga Okunevskaya. Il meurt le 16 mai 2014 à Moscou, à l'âge de 81 ans.